# Igmas
Igmas (ros. Игмас) – osiedle w Rosji, w obwodzie wołogodzkim, w rejonie niuksieńskim. W 2010 liczyło 693 mieszkańców.